# Tyne Theatre and Opera House
Tyne Theatre and Opera House je divadlo v Newcastlu ve Spojeném království, od roku 1974 zapsané v seznamu listed building (první stupeň). Postaveno bylo podle návrhu architekta Williama Parnella a k jeho otevření došlo 23. září 1867 pod názvem Tyne Theatre and Opera House. V roce 1919 se z divadla stalo kino nazvané Stoll Picture House. V roce 1974 bylo na tři roky uzavřeno, po znovuotevření v červenci 1977 se z něj opět stalo divadlo s novým názvem New Tyne Theatre. V prosinci 1985 došlo v zákulisí divadla k požáru; po rekonstrukci bylo znovuotevřeno v listopadu 1986. V letech 2012–2014 neslo divadlo název Mill Volvo Tyne Theatre podle sponzorující firmy Volvo. Kapacita sálu je 1100 návštěvníků. Vystupovali zde například Sarah Bernhardt, Plácido Domingo a Oscar Wilde, z pozdějších hudebníků mj. Marc Almond, Coldplay, Ian Hunter a Richard Thompson.